# Шигаєво (Бєлорєцький район)
Шига́єво (рос. Шигаево, башк. Шығай) — село у складі Бєлорєцького району Башкортостану, Росія. Адміністративний центр Шигаєвської сільської ради.
Населення — 571 особа (2010; 599 в 2002).
Національний склад:
- башкири — 97%

## Видатні уродженці
- Ямалетдінов Шагій Ямалетдінович — Герой Радянського Союзу.